# Numéro virtuel
 (novembre 2011).
Si vous disposez d'ouvrages ou d'articles de référence ou si vous connaissez des sites web de qualité traitant du thème abordé ici, merci de compléter l'article en donnant les références utiles à sa vérifiabilité et en les liant à la section « Notes et références ».
Un numéro virtuel est un numéro de téléphone qui n'est pas directement associé à une ligne téléphonique. Un appel à ce numéro est redirigé vers un ou plusieurs autres numéros choisis par le client.

## Applications
Une des applications est d'offrir un numéro présent dans un pays donné, et quand on appelle ce numéro, de transférer la communication dans un autre pays, une autre région, ou vers un autre type de réseau téléphonique : fixe, mobile ou « voix sur IP ».
On peut ainsi offrir un numéro national unique renvoyant vers une agence commerciale locale. Les numéros virtuels sont appréciés par les centres d'appel, car le numéro semble appartenir à un pays, tandis que le ou les centres d'appel se trouvent en fait dans d'autres pays. D'autres utilisateurs fréquents des numéros privés sont les expatriés, qui apprécient le fait que leurs connaissances et amis puissent les appeler au moyen d'un appel local. Certains pays limitent l'utilisation des numéros virtuels, car ils peuvent contourner les restrictions sur les appels internationaux.
On peut aussi rediriger l'appel sur différents numéros en fonction de l'heure du jour et du jour de la semaine. Par exemple, entre 9 et 17 heures les jours ouvrés, les appels aboutiront au bureau de quelqu'un, mais en soirée et les week-ends ils iront vers son téléphone portable.
Généralement les numéros virtuels commencent par les numéros suivants 01, 02, 03, 04, 05, 08 ou 09. Ces derniers (08) font souvent l'objet d'un surcout. La plupart du temps, le numéro choisi correspond à une zone géographique à la différence qu'il n'est pas obligatoire de posséder une ligne fixe dans cette zone. D’une manière générale, les numéros virtuels peuvent être attribués, en même temps, à plusieurs terminaux (fixes ou mobiles).

## Aspect technique
Le transfert peut se faire de plusieurs manières. Il peut se faire en VoIP, avec un équipement spécial (boîtier ATA, PABX, softphone…), ou par renvoi d'appel par l'intermédiaire d'un opérateur de télécommunications fournissant le service.